# Welcome to Strangeland
Welcome to Strangeland è il dodicesimo album in studio del rapper statunitense Tech N9ne, pubblicato nel 2011. Si tratta del quarto disco della serie Collabos.

## Tracce
1. Stars – 3:46
2. Welcome to Strangeland (featuring Krizz Kaliko) – 2:58
3. Unfair (featuring Ces Cru & Krizz Kaliko) – 5:14
4. Kocky (featuring Jay Rock & Kutt Calhoun) – 4:15
5. Who Do I Catch – 4:18
6. My Favorite (featuring Brotha Lynch Hung & Prozak) – 4:20
7. Retrogression (featuring ¡Mayday!) – 4:14
8. Bang Out (featuring 816 Boyz) – 4:39
9. Beautiful Music – 4:13
10. Won't You Come Dirty (featuring Stevie Stone & Young Bleed) – 3:48
11. Sad Circus (featuring Brotha Lynch Hung & Courtney Kuhnz) – 3:47
12. The Noose (featuring ¡Mayday!) – 4:59
13. Slave (featuring Krizz Kaliko & Kutt Calhoun) – 4:35
14. Overwhelming (featuring Jay Da 3rd) – 5:41
15. Gods (featuring Krizz Kaliko & Kutt Calhoun) – 5:02

## Classifiche
| Classifica (2011) | Posizione raggiunta |
| ----------------- | ------------------- |
| Stati Uniti       | 21                  |